# Teken van Brudzinski
Het teken van Brudzinski is het verschijnsel dat bij buigen van het hoofd de knieën worden opgetrokken omdat anders pijn optreedt.
Het is een teken van meningeale prikkeling, bijvoorbeeld bij meningitis. Bij buigen van het hoofd wordt namelijk enigszins aan het ruggenmerg getrokken.